# Torre de perfuração

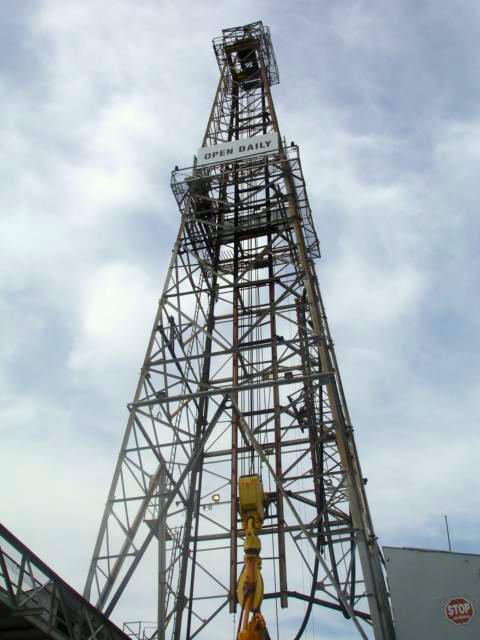
Torre de Perfuração

Uma torre de perfuração é uma estrutura robusta com a finalidade de suportar o peso e torque de toda a coluna de perfuração durante a atividade de perfuração de poços.

## Equipamentos
Na torre de perfuração podem ser fixados os seguintes equipamentos:
- Top drive
- Bloco de Coroamento (Crown Block)
- Catarina